# Уманский элеватор
Уманский элеватор (укр. Уманський елеватор) — предприятие пищевой промышленности в городе Умань Черкасской области.

## История

### 1944—1991 годы
Предприятие было создано в 1944 году в результате объединения нескольких зерноскладов в реализационную базу хлебопродуктов.
В 1960 году на предприятии был введён в эксплуатацию цех по обработке гибридных и сортовых семян кукурузы производственной мощностью 1500 тонн в сезон, оснащённый зерносушилкой СКП-6.
В соответствии с восьмым пятилетним планом развития народного хозяйства СССР 10 сентября 1969 года начал работу зерновой элеватор ёмкостью 48 тыс. тонн зерна, оснащённый зерносушилкой ДСП-32-ОТ.
В 1970 году в состав предприятия была включена мельница, после чего оно получило новое наименование — Уманский элеватор. После завершения реконструкции мельницы производственные мощности по помолу зерна были увеличены до 60 тонн муки в сутки.
В соответствии с девятым пятилетним планом развития народного хозяйства СССР в 1973 году был введён в эксплуатацию пятый силосный корпус элеватора ёмкостью 11,2 тыс. тонн, в результате общий объём хранения был увеличен до 59,4 тыс. тонн.
В соответствии с десятым пятилетним планом развития народного хозяйства СССР в 1980 году был построен двухэтажный административный корпус с лабораторией, весовой, медпунктом, столовой и продуктовым магазином. Позднее были введены в эксплуатацию механические мастерские, котельная, подсобное хозяйство, цех по производству круп, цех по расфасовке крупы, хлебопекарня и маслоэкстракционный цех.
В 1988 году на коллективом работников элеватора совместно с Одесским технологическим институтом пищевой промышленности имени М. В. Ломоносова под руководством д.тех.н. В. И. Алейникова была разработана и внедрена энергосберегающая технология сушки зерна на шахтных зерносушилках типа ДСП-32-ОТ, что позволило увеличить эффективность сушки семян кукурузы и снизить потребление энергоносителей.

### После 1991 года
После провозглашения независимости Украины комбинат перешёл в ведение министерства сельского хозяйства и продовольствия Украины.
В марте 1995 года Верховная Рада Украины внесла элеватор в перечень предприятий, приватизация которых запрещена в связи с их общегосударственным значением.
После создания в августе 1996 года государственной акционерной компании «Хлеб Украины» элеватор стал дочерним предприятием ГАК «Хлеб Украины».
В связи с погашением части долга ГАК «Хлеб Украины» перед Госкомрезервом Украины в октябре 2007 года было принято решение передать элеватор в ведение Госкомрезерва Украины, что было выполнено после вступления в силу решения Высшего административного суда Украины от 11 апреля 2010 года.
После создания 11 августа 2010 года Государственной продовольственно-зерновой корпорации Украины элеватор был включён в состав предприятий ГПЗКУ.
Осенью 2014 года на элеваторе были установлены новые автомобильные 80-тонные весы длиной 22 метра.
В ходе проверки деятельности Уманского элеватора сотрудниками прокуратуры было установлено, что в 2011 году на имущественный комплекс предприятия стоимостью свыше 66 млн. гривен было незаконным образом оформлено право частной собственности. В конце сентября 2017 года хозяйственный суд Черкасской области возвратил элеватор в собственность государства.

## Современное состояние
Основными функциями предприятия являются приём, хранение и отгрузка зерновых культур (пшеницы, кукурузы, ячменя), а также семян масличных культур (рапса и подсолнечника).
Емкость элеватора составляет 88,3 тыс. тонн (в том числе элеваторная — 56 тыс. тонн и складская — 32,3 тыс. тонн).